# 문갑도
문갑도(文甲島)는 인천광역시 옹진군 덕적면 문갑리를 주도(主島)로 하는 섬이다. 행정구역은 인천광역시 옹진군 덕적면 문갑리이다. 
대부도 및 영흥도 서쪽 서해상으로 딸린 섬이며 덕적도에서 8km 떨어져있고 면적은 3.49km2, 해안길이는 11km이다. 
과거에는 남양도호부에서 관할하였다가 1914년에 부천군에 속했으며 1973년에 옹진군 섬이 되었다가 1995년 인천광역시로 편입하였다. 
섬 중앙에 하루산이 있으며 섬 주변에 낚시터가 있어서 강태공들이 찾아오기도 한다. 
유일하게 굴업도로 가는 선박을 탈 수 있는 섬이며 굴업도로 가려면 이 곳에서 배를 갈아타야한다. 
인구는 약 50명 이상이 사는 것으로 알려졌으며 쌀, 보리, 고구마 등 농산물과 놀래미, 우럭, 꽃게 등의 수산물도 생산한다.